# Friedrich von Thun
Friedrich von Thun (de son vrai nom Friedrich Ernst Peter Paul Maria Thun-Hohenstein, historiquement comte de Thun und Hohenstein, né le 30 juin 1942 à Kvasice, Protectorat de Bohême-Moravie) est un acteur autrichien.

## Biographie
Friedrich vient de la famille noble Thun und Hohenstein. Sophie Chotek, assassinée avec son époux François-Ferdinand d'Autriche en 1914, est une sœur de sa grand-mère paternelle Marie, épouse Thun und Hohenstein. Friedrich est le plus jeune des quatre fils de Ernst Thun-Hohenstein et de son épouse Marie Therese Wiedersperger von Wiedersperg. Après la Seconde Guerre mondiale, dépossedée et expulsée, et un séjour dans un camp tchécoslovaque, la famille part de la Moravie pour l'Autriche. Sa sœur Élisabeth naît en 1949 à Litschau. Friedrich va au gymnasium de Seckau où il entre dans le club de théâtre et se découvre une passion.
Après sa maturité en 1960, il étudie l'allemand et les arts du spectacle et prend aussi des cours privés de comédie. En 1962, il fait une audition auprès d'Axel von Ambesser qui lui donne de petits rôles. Il parvient aussi à le faire engager au Kammerspiele de Munich à l'occasion d'une mise en scène.
En tout, Friedrich von Thun a tourné dans une centaine d'œuvres de cinéma et de télévision. Il a également réalisé pour l'ÖRF une série de documentaires.
En 1970, il épouse Gabriele Bleyler ; de cette union naissent deux enfants, Katharina et Max, qui deviendra acteur. En secondes noces, il s'unit en 1999 à Gabriele Schniewind dont il divorce dix ans plus tard.

## Filmographie

### Cinéma
- 1964: Lausbubengeschichten (de)
- 1964: Die schwedische Jungfrau (de)
- 1965: Die Herren (de)
- 1965: Tante Frieda – Neue Lausbubengeschichten (de)
- 1965: Belles d'un soir
- 1965: Die fromme Helene
- 1966: Onkel Filser – Allerneueste Lausbubengeschichten (de)
- 1966: Liselotte von der Pfalz (de)
- 1967: Wenn Ludwig ins Manöver zieht (de)
- 1967: Services spéciaux, division K
- 1970: O.K.
- 1970: Rapports intimes au collège de jeunes filles
- 1971: Les Petites cochonnes (de)
- 1972: Les Provocatrices ou le Sexe à l'école
- 1975: MitGift (de)
- 1979: Sonntagskinder
- 1986: Ginger et Fred
- 1990: La Putain du roi
- 1990: Der schönste Busen der Welt (de)
- 1993: La Liste de Schindler
- 1997: Die Apothekerin (de)
- 2002: Amen.
- 2017 : Cold Hell (Die Hölle) de Stefan Ruzowitzky : Karl Steiner

### Télévision

#### Téléfilms
- 1966: Magdelena
- 1973: Black Coffee
- 1981: Wie der Mond über Feuer und Blut (de)
- 1984: Le Lieutenant du diable
- 1984: Eine blaßblaue Frauenschrift (de)
- 1990: La Sœur dans l'ombre
- 1991: L'Amour maudit de Leisenbohg
- 1993: Cherchez la femme
- 1997: Post Mortem – Der Nuttenmörder
- 1997: Lamorte (de)
- 1998: Liebe und weitere Katastrophen
- 1999: Vino Santo – Es lebe die Liebe, es lebe der Wein (de)
- 1999: Das Mädchen aus der Torte
- 2001: Herzensfeinde
- 2002: Mann, oh Mann, oh Mann! (de)
- 2003: Hitler : La Naissance du mal
- 2004: Printemps glacial
- 2004: Mein Vater, meine Frau und meine Geliebte
- 2005: Liebe wie am ersten Tag (de)
- 2006: Helen, Fred und Ted
- 2006: Muttis Liebling
- 2006: Mein süßes Geheimnis (de)
- 2007: Eine stürmische Bescherung
- 2007: Zeit zu leben
- 2008: Annas zweite Chance
- 2008: Der Froschkönig (de)
- 2008: Das Beste kommt erst (de)
- 2009: Sissi : Naissance d'une Impératrice
- 2009: Das Glück ist eine ernste Sache
- 2009: Die Rebellin
- 2009: Entführt (de)
- 2010: Aghet : 1915, le génocide arménien
- 2010: Klarer Fall für Bär
- 2010: Wie ein Licht in der Nacht
- 2011: Poussières d'amour
- 2011: Ein mörderisches Geschäft (de)
- 2012: Hochzeiten (de)
- 2012: In den besten Familien
- 2012: Le Troisième œil - L'ange de la vengeance
- 2013: Ein weites Herz – Schicksalsjahre einer deutschen Familie (de)
- 2013: Familie Sonntag auf Abwegen
- 2013: Beste Bescherung

#### Séries télévisées
- 1972: Der Bastian (de) (7 épisodes)
- 1972: Tatort – Kressin und der Mann mit dem gelben Koffer
- 1974 : Arsène Lupin (épisode : Double jeu) : Henningen
- 1975 : Nouvelles d'Henry James (épisode : Les raisons de Georgina) : Percival
- 1975: Des Christoffel von Grimmelshausen abenteuerlicher Simplizissimus (de)
- 1978: Wallenstein
- 1978 : Le temps des as 6 épisodes : Anthony Fuller
- 1978: Le Club des Cinq M. Rogers (13 épisodes)
- 1981: Ringstraßenpalais (de) (7 épisodes)
- 1982 : Les Nouvelles Brigades du Tigre de Victor Vicas, épisode Le temps des Garconnes de Victor Vicas : Joseph
- 1986: Inspecteur Derrick – L'Affaire Weidau
- 1986: Le Renard – Deux vies
- 1987: Das Erbe der Guldenburgs (de) (14 épisodes)
- 1990: Extralarge (it) – Black and White
- 1992: Náhrdelník (10 épisodes)
- 1992: Die Habsburger – Eine europäische Familiengeschichte (documentaire, présentation)
- 1992: Les Aventures du jeune Indiana Jones (2 épisodes)
- 1993: Tatort – Alles Palermo
- 1993–1996: Ärzte (8 épisodes)
- 1995: Le Renard – L'arme du crime
- 1995: La Marche de Radetzky
- 1996: Le Retour de Sandokan
- 1996: Rosamunde Pilcher – Eine besondere Liebe
- 1996-1999: Der Bulle von Tölz (de) (4 épisodes)
- 1998-2004: Les Enquêtes du professeur Capellari
- 1997: Rex -Les jeunes années
- 1997: Inspecteur Derrick – La Mort d'un ennemi
- 1999: Tatort – Absolute Diskretion
- 2000: Fast ein Gentleman (6 épisodes)
- 2008: Dell & Richthoven (4 épisodes)
- 2007: Zodiak – Der Horoskop-Mörder (de) (4 épisodes)
- 2007 : Commissaire Anders (épisode : Protéger et chérir) : Hans Anders
- 2009: Une équipe de choc – Das große Fressen
- 2010: Rosamunde Pilcher – Lords lügen nicht
- 2011: Das Traumschiff (de) – Bora Bora
- 2012: Spuren des Bösen – Racheengel
- 2013: Double Jeu – Das Blut der Erde  (Le sang de la terre) : Toni Schiermeier
- 2013: Einsatz in Hamburg (de) – Mord an Bord
- 2014: Utta Danella - Die Himmelsstürmer
- 2014: Die Pilgerin (de)